# Cephalomanes
Cephalomanes is een geslacht van ongeveer dertig soorten varens uit de vliesvarenfamilie (Hymenophyllaceae). Het zijn kleine tot middelgrote epifytische en lithofytische varens uit equatoriale en tropische streken van Azië en de Stille Oceaan.

## Naamgeving en etymologie
- Synoniemen: Abrodictyum Presl (1843), Davalliopsis Van den Bosch (1861), Macroglena (C.Presl) Copel. (1938), Selenodesmium (Prantl.) Copel. (1938)

De botanische naam Cephalomanes is afgeleid van Oudgrieks κεφαλή (kephalē), 'hoofd' en μάνης (manēs), 'kopje', naar de vorm van de sporenhoopjes.

## Kenmerken

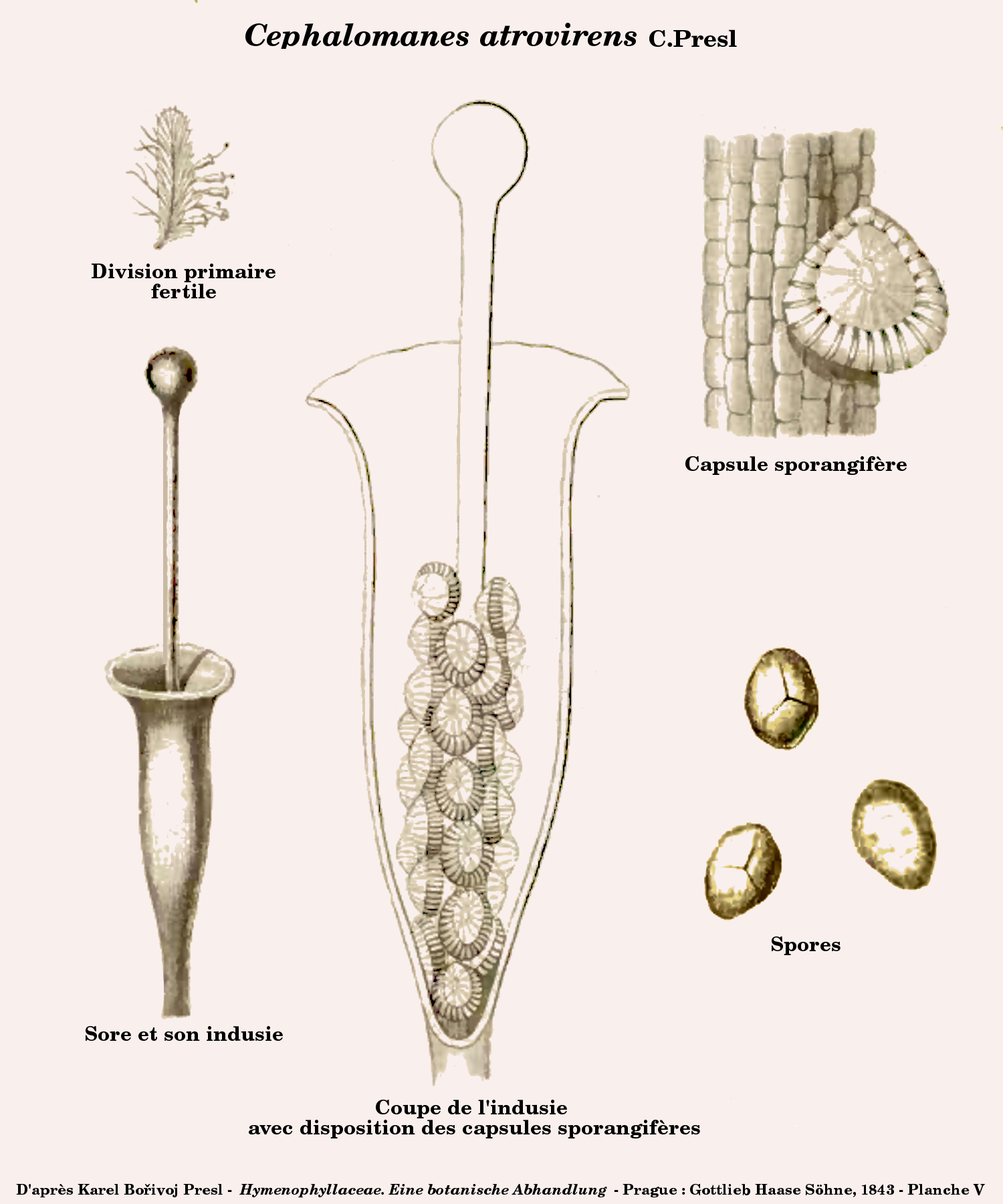
C. atrovirens, detail sporenhoopje

Cephalomanes-soorten zijn kleine tot middelgrote overblijvende varens met korte, dikke tot lange, kruipende behaarde rizomen en talrijke, stevige wortels. De bladen zijn slechts enkelvoudig geveerd.
De sporenhoopjes zitten op de nerven op de top van de blaadjes, en dragen kopvormige dekvliesjes met een receptaculum, een haarvormig uitgroeisel van het sporenhoopje, dat als een borsteltje boven het dekvliesje uit steekt.

## Taxonomie enfylogenie
Cephalomanes is in 1843 benoemd door Presl, maar werd nadien terug opgenomen in een ander geslacht. In 2006 werd het terug opgewaardeerd tot apart geslacht door Ebihara en anderen, op basis van fylogenetisch DNA-onderzoek. Een aantal van de oorspronkelijke soorten zijn ondergebracht bij de zustergeslachten Abrodictyum en Callistopteris.
Het geslacht omvat naar geval van de bron vijftien tot zestig soorten. De typesoort is Cephalomanes atrovirens.

## Soortenlijst
- Cephalomanes acranthum (H.Ito) Tagawa (1950)
- Cephalomanes acrosorum (Copel.) Copel. (1938)
- Cephalomanes alatum C.Presl (1848)
- Cephalomanes apiifolium (Presl) K.Iwats. (1984) = Callistopteris apiifolia (Presl) Copel. (1938)
- Cephalomanes asplenioides C.Presl (1848)
- Cephalomanes atrovirens C.Presl (1843)
- Cephalomanes auriculatum Bosch (1859)
- Cephalomanes australicum Bosch (1861)
- Cephalomanes bauerianum (Endl.) P.S.Green (1993) = Callistopteris baueriana (Endl.) Copel. (1938)
- Cephalomanes boninense (Tagawa & K.Iwats.) K.Iwats. (1984) = Abrodictyum boninense Tagawa & K.Iwats. ex K.Iwats. (1958)
- Cephalomanes boryanum Bosch (1859)
- Cephalomanes brassii (Croxall) Bostock (1998) = Abrodictyum brassii (Croxall) Ebihara & K.Iwats. (2006)
- Cephalomanes caudatum (Brack.) Bostock (1998) = Abrodictyum caudatum (Brack.) Ebihara & K.Iwats. (2006)
- Cephalomanes clathratum (Tagawa) K.Iwats. (1985) = Abrodictyum cellulosum (Klotzsch) Ebihara & Dubuisson (2006)
- Cephalomanes crassum (Copel.) M.G.Price (1990)
- Cephalomanes crispiforme (Alston) G.Kunkel (1963)
- Cephalomanes cumingii (Presl) K.Iwats. (1984) = Abrodictyum cumingii C.Presl (1843)
- Cephalomanes curvatum Bosch (1859)
- Cephalomanes densinervium (Copel.) Copel. (1938)
- Cephalomanes dissectum Bosch (1859)
- Cephalomanes elegans (Rich.) K.Iwats. (1984)
- Cephalomanes gemmatum (J.Sm. ex Baker) K.Iwats. (1985)
- Cephalomanes grande (Copel.) K.Iwats. (1984)
- Cephalomanes javanicum C.Presl var. asplenioides (Presl) K.Iwats. (1985)
- Cephalomanes kingii (Copel.) Copel. (1938)
- Cephalomanes laciniatum (Roxb.) De Vol in H.L.Li, Liu, T.C.Huang, T.Koyama & De Vol (1975)
- Cephalomanes ledermannii (Brause) Copel. (1943)
- Cephalomanes madagascariense Bosch (1859)
- Cephalomanes meifolium (Bory ex Willd.) K.Iwats. (1984) = Abrodictyum meifolium (Bory ex Willd.) Ebihara & K.Iwats. (2006)
- Cephalomanes oblongifolium C.Presl (1848)
- Cephalomanes obscurum (Blume) K.Iwats. (1985) = Abrodictyum obscurum (Blume) Ebihara & K.Iwats. (2006)
- Cephalomanes rhomboideum Bosch (1859)
- Cephalomanes rigidum (Sw.) K.Iwats. (1984) = Abrodictyum rigidum (Sw.) Ebihara & Dubuisson (2006)
- Cephalomanes setigerum (Backh. ex T.Moore) I.M.Turner (1995)
- Cephalomanes singaporianum Bosch (1859)
- Cephalomanes sumatranum (Alderw.) Copel. (1938)
- Cephalomanes superbum (Backh. ex T.Moore) I.M.Turner (1995) = Callistopteris superba (Backh. ex T.Moore) Ebihara & K.Iwats. (2006)
- Cephalomanes thysanostomum (Makino) K.Iwats. (1985)
- Cephalomanes wilkesii Bosch (1861)
- Cephalomanes zollingeri Bosch (1859)

Abrodictyum · Callistopteris · Cephalomanes · Crepidomanes · Didymoglossum · Hymenophyllum · Polyphlebium · Trichomanes · Vandenboschia